# Muklovské rádio

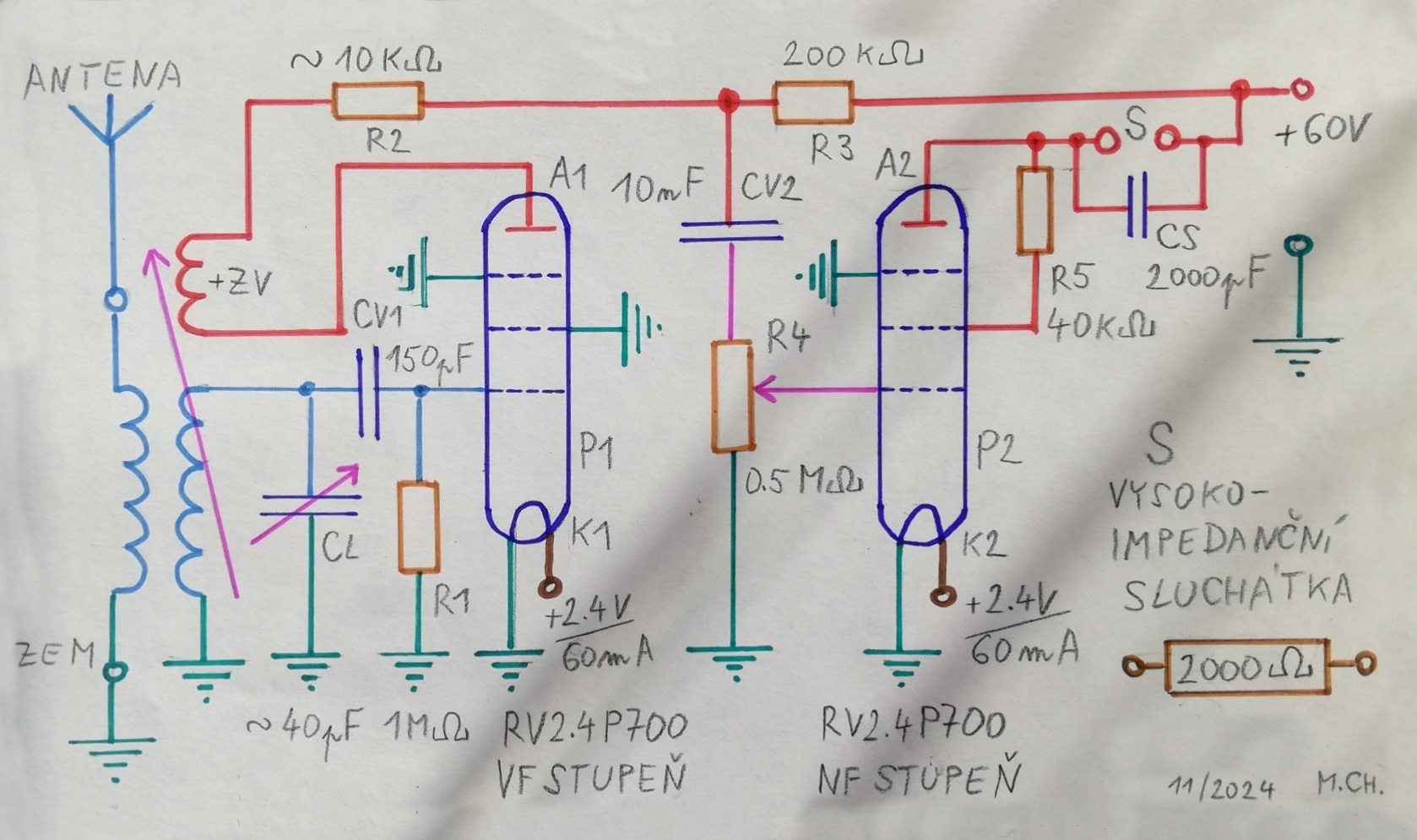
Elektrické schéma jednoduchého přímozesilujícího vězeňského rádia se dvěma pentodami a bateriovým napájením

Muklovské rádio je označení pro ilegálně sestavený a tajně provozovaný rádiový přijímač, který v letech 1955 až 1957 používali vězni trestaneckých pracovních táborů Nikolaj a Rovnost na Jáchymovsku k poslechu zahraničních rozhlasových stanic (především vysílání rádia Svobodná Evropa).   

## Podrobněji
V trestaneckých pracovních táborech Nikolaj a Rovnost, kde byli v době totalitního komunistického Československa zajatci a vězni nuceni těžit uranovou rudu se vytvořilo společenství politických vězňů, kteří kolem sebe sdružovali protikomunisticky orientované mukly. Všichni tito věznění se snažili dostat k nezávislým a komunistickou propagandou nezkresleným informacím o politické a hospodářské situaci jak v Československu, tak i v jeho nejbližším zahraničí. K informacím tohoto rázu se vězni dostávali sporadicky přes civilní zaměstnance, s nimiž pracovali v táboře, ale byly to informace kusé a lidé, kteří je přinášeli neměli ani patřičné vzdělání a ani dostatečný politický či ekonomický nadhled (přehled). Jednou z cest, jak takovéto relevantní informace získat byl poslech ilegálního rádia. Informacím odposlechnutým touto cestou se v táborové mluvě říkalo (přezdívalo), že je získala Skautská informační služba. Obecně ale platilo, že takto získané zprávy nebyly šířeny mezi ostatní vězně, kteří nebyli členy elitního muklovského „politického klubu“.

### První radiový přijímač

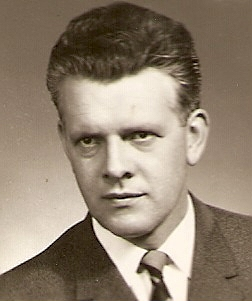
Ing. Radko Pavlovec (ve věku 35 let)

První tajný radiopřijímač v podobě bateriemi napájeného elektronkového zařízení sestavil v červnu roku 1955 (v pracovním táboře Nikolaj) politický vězeň, odbojář, skaut, konstruktér a vynálezce Ing. Radko Pavlovec (1931–2003), který si na Jáchymovsku odpykával trest odnětí svobody (v délce 13 nebo 17 let) za nezdařený pokus o útěk z Československa (pomocí letadla). První ilegální rádio bylo skoro hotové začátkem září 1955. Bylo určeno pro MUDr. Jana Šmída (1910–1983; někdejší přítel rodiny T. G. Masaryka) a bylo provozováno (a uchováváno) na přelomu let 1956 až 1957 v místnostech ošetřovny lágru Rovnost.

### Součástky a díly
Součástky ke stavbě získával konstruktér Radko Pavlovec od spolehlivých kolegů (spoluvězňů). Elektronky byly používány z vyřazených nebo vadných měřících přístrojů určených k měření radioaktivity uranové rudy. Ladění přijímaných frekvencí bylo technicky realizováno svépomocí improvizovaně pomocí čepelek na holení, další součástky se pašovaly z důlních dílen a od civilních pracovníků jáchymovských dolů.

### Druhý radiový příjímač
Druhý ilegální radiopřijímač (na táboře Rovnost) sestavil Radko Pavlovec v září roku 1955. Tento přijímač byl napájen z elektrorozvodné sítě, aktivními prvky byly elektronky a rádio disponovalo výměnnými cívkami (pro změnu přijímacích vlnových rozsahů).

### Ukrývání a používání
Na uvedení tajných rádií do provozu se podíleli političtí vězni Číla, Syrovátka, Šádek, Blatný, Drahota, Fišer, Stodůlka a další. (Obecně o muklovských rádiích mělo povědomí asi 10 lidí.) Radko Pavlovec byl zaměstnán v elektrikářské dílně na dole Eduard a jeho pracovištěm byl samostatný důlní dřevěný domek o rozměrech asi 5 x 5 metrů. V elektrikářské dílně bylo elektrických zařízení dost na to, aby se tam rádio dalo snadno skrýt a navíc bachaři se v elektrických přístrojích nevyznali. Rádio vážilo asi 0,5 kg a bylo umístěno v krabici 25 x 20 cm skryté za umělou zástěnou o níž bachaři nevěděli. Poslech byl prováděn také ve skladu důlních zámečníků, ale i v prostoru nabíječky na IV. patře šachty.
Oba radiopřijímače byly využívány úzkou skupinou vězňů v letech 1955 až 1957 k poslechu (na poslech platila určitá přísná pravidla) západního vysílání. Kromě rádia Svobodná Evropa se poslouchala i radiová stanice BBC („vysílá Londýn“) a německé vysílání Deutsche Welle (DW). Poslouchaly se hlavně desetiminutové přehledy zpráv a komentáře (ty se nazývaly Otázky a názory), některé tyto pořady byly vysílány opakovaně třebas i každou hodinu, takže vysílání bylo možno poslouchat ve dne i v noci.

Poslouchané rozhlasové zahraniční stanice
Logo radiové stanice Svobodná Evropa
Logo BBC („vysílá Londýn“)
Logo německé radiové stanice Deutsche Welle (DW)

### Zánik rádií

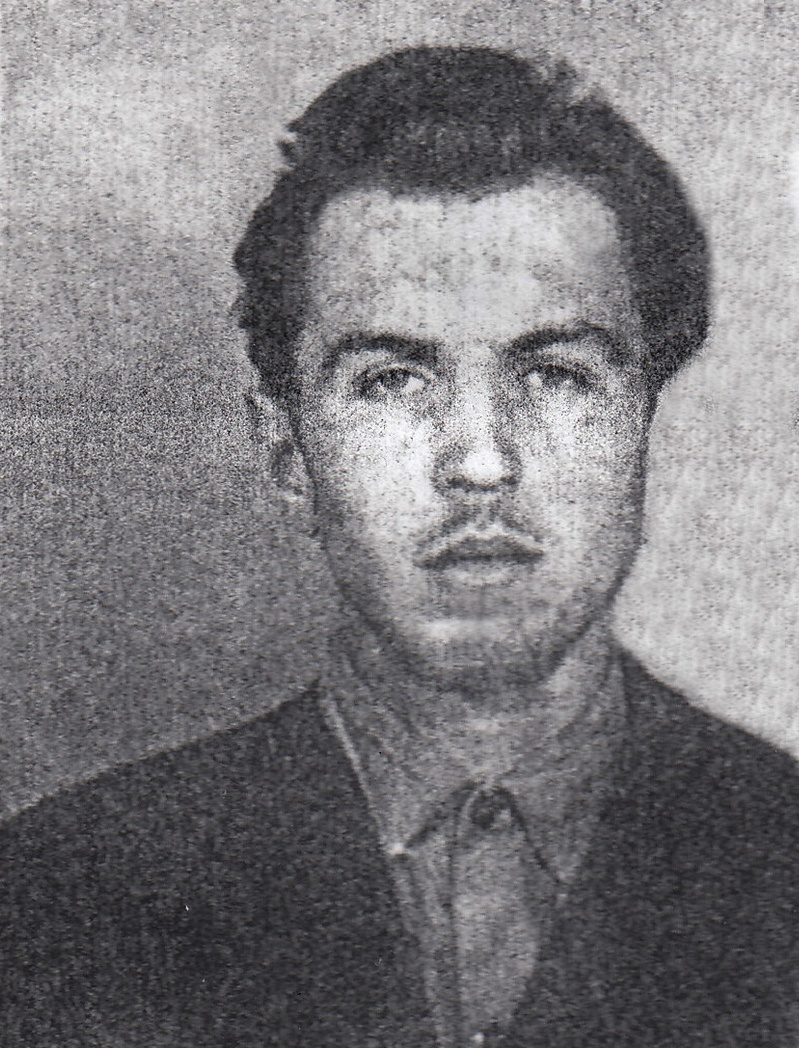
Miroslav Kopt – vězeňská identifikační fotografie (konec roku 1954)

Oba radiopřijímače nebyly (díky kázni vězňů) nikdy ostrahou táborů (bachaři) odhaleny. (V případě hrozícího prozrazení je vězni rozebrali a zničili.) Jedno z tajných rádií bylo málem na udání prozrazeno. Vězeň a skaut Miroslav Kopt (1935–2020) se v letech 1955 až 1957 v pracovních táborech Nikolaj a Rovnost podílel na utajené výrobě, provozu a uchovávání výše zmíněných radiopřijímačů. A byl to právě on, kdo přístroj ve spěchu v roce 1957 nejprve ukryl, ale později rozebral, zničil a zametl po něm stopy (díly radiopřijímače zmizely v táborové latríně lágru Rovnost). Následně byl Miroslav Kopt několikrát vyslýchán a půl roku v té věci vyšetřován, ale přijímače ani jejich díly nebyly nalezeny a podrobnosti o jejich provozu se tak komunistický režim nedozvěděl.

### Replika rádia
Žádný z obou radiových přijímačů se nedochoval, ale na přelomu let 2019 / 2020 ve Spolku Političtí vězni vzklíčila myšlenka na výrobu věrné kopie (repliky) druhého (ze sítě napájeného) muklovského rádia z roku 1955, které by mohlo být prezentováno široké veřejnosti včetně s ním souvisejícího příběhu.
Problém shromáždění dobových radiotechnických součástek i znalostí o schématu radiopřijímače (zachovalo se díky Radko Pavlovcovi) vyřešili předseda spolku historik Tomáš Bouška za podpory Milana Matějů (vnuk jednoho z vězněných radioamatérů) a několika přátel v té době ještě žijícího skauta Miroslava Kopty.
Na jaře roku 2020 repliku rádiového přijímače sestavili, spájeli, vyladili a otestovali Milan Matějů a profesionální elektrotechnik Tomáš Roubíček. Jedním z věrných prvků celé konstrukce přístroje byla jeho ochranná schránka zhotovená z plechu (slitina hliníku). Původně byla vězni (jako skříňka originálního radio–zařízení) použita část bakelitového obalu, který v dolech sloužil jako kryt na akumulátor v důlní lokomotivě. Finální dokončení repliky tajného muklovského rádia z 50. let 20. století proběhlo (včetně odzkoušení jeho funkcionality) v květnu 2020.
Při slaďování, ověřování funkcionality a oživování repliky muklovského rádia bylo třeba získat signál rádia Svobodná Evropa tak, jak byl vysílán (z Mnichova) v 50. letech 20. století na středně dlouhých radiových vlnách s amplitudovou modulací. Užitečný audiosignál z dochovaných nahrávek vysílání rádia Svobodná Evropa z 50. let 20. století (byl k dispozici ve formátu mp3) byl amplitudově namodulován na nosnou vlnu v pásmu středních vln na níž Svobodná Evropa tehdy vysílala. Takto amplitudově promodulovaný vysokofrekvenční signál vyzářený malou pomocnou testovací anténou se šířil vzduchem a byl použit (na krátkou vzdálenost) k oživení repliky muklovského rádia.

## Technický dovětek

### Realizovatelnost v polních podmínkách
Při konstrukci rádia byly použity i amatérsky zhotovované („na koleně“) součástky, které dělal konstruktér bez možnosti měřit jejich elektrické parametry, což silně ztěžovalo jejich další využití při zapojení v elektrických obvodech rádia. Oč byl muklovský rádiový přijímač relativně konstrukčně a součástkově jednoduchý, o to více bylo náročnější jej (zejména v „partyzánských“ podmínkách pracovních lágrů) sestavit (mechanicky a elektricky propojit), nastavit (bez speciálních měřicích přístrojů) a dlouhodobě provozovat. (Mimo jiné: nutnými předpoklady k zachycení relativně slabého radiového vysílání zahraničních stanic byla kvalitní dlouhá drátová anténa a neméně dobré uzemnění celého přístroje.) Každé rozebrání a složení rádia pracujícího na takovémto principu s sebou přinášelo nutnost jej opět sladit, neboť se po opětovném složení změnily některé jeho vysokofrekvenční parametry (dané mimo jiné i geometrickým rozmístěním součástek). Po zapnutí rádia bylo nutné vyčkat určitou dobu, která byla potřebná k nažhavení elektronek, teprve pak mohlo rádio začít fungovat, ale po určité době (tak jak se součástky zahřívaly či ochlazovaly) bylo nutno jej neustále dolaďovat, aby se přijímané rádiové vysílání „neztratilo“. Toto zejména platilo v podmínkách poslechu za proměnné teploty, vlhkosti a během neustálé hrozby možného a nečekaného prozrazení.

### Popis bateriové verze

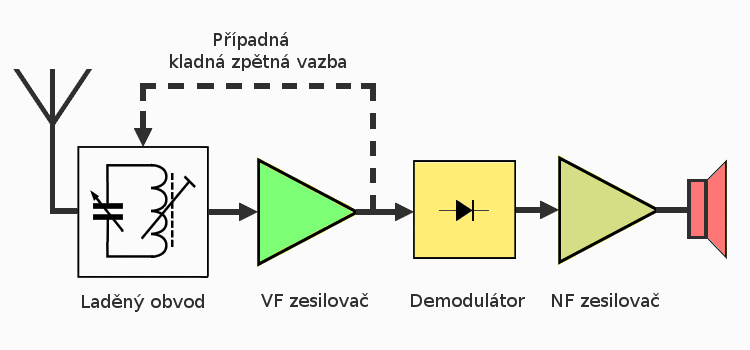
Blokové schéma obecného jednoduchého přímozesilujícího přijímače

Ze dvou dnes již neexistujících muklovských radiových přijímačů zde bude popsána konstrukce a funkce toho prvého, napájeného z baterií. Jedná se o poměrně minimalistické součástkové řešení ale princip obou rádií byl v podstatě identický – jednalo se o přijímače s přímým zesílením (tzv. audiony), každý se dvěma aktivními prvky – elektronkami (pentodami). Druhé ilegální (součástkově náročnější) rádio bylo napájeno ze sítě 220 V / 50 Hz (součástí byl jednoduchý síťový zdroj) a oproti bateriovému přístroji disponovalo možností výměnných vstupních cívek umožňujících snadnější přelaďování požadovaných přijímaných rádiových kmitočtů.

#### Anténní a vstupní obvody
Bateriový vězeňský radiopřijímač byl určen k příjmu v poměrně úzkém frekvenčním rozsahu (pásmu). Širokopásmový vysokofrekvenční signál malé úrovně naindukovaný do antény se dostal indukční vazbou na vstupu přijímače do jednoduchého laděného obvodu, který pomocí cívky (a proměnného kondenzátoru) vybral z širokého frekvenčního spektra určitou přijímací frekvenci (na níž vysílala požadovaná radiová stanice). 

#### Vysokofrekvenční zesilovač
Užitečný vysokofrekvenční amplitudově modulovaný signál se dostal z laděného rezonančního obvodu na řídící mřížku v pořadí první elektronky (P1). Jednalo se o vysokofrekvenční pentodu typu RV2.4P700 (pro bateriové přístroje), která byla zapojena a pracovala jako zesilovač vysokofrekvenčního signálu. K zesílení docházelo ještě před demodulací, což bylo důležité kvůli linearitě signálu před touto demodulací. Z anody A1 první pentody P1 byla zavedena kladná zpětná vazba do vstupního rezonančního obvodu, čímž bylo dosaženo výrazného zvýšení citlivosti a selektivity celého přijímače. Těsnost kladné zpětné vazby (tj. míra pronikání anodového signálu do vstupního laděného obvodu) byla regulována mechanicky ručním nastavovacím prvkem (ovládaným nejspíše z čelním panelu přijímače).  

#### Nízkofrekvenční zesilovač
Demodulátor oddělil z vysokofrekvenčního modulovaného signálu nízkofrekvenční složku, která již obsahovala užitečnou lidsky vnímatelnou informaci – hudbu nebo řeč. Tento poměrně slabý nízkofrekvenční signál byl přiveden na v pořadí druhou pentodu P2 (identického typu jako P1, tedy opět RV2.4P700), která fungovala jako nízkofrekvenční zesilovač. Úroveň hlasitosti byla před vstupem do řídící mřížky pentody P2 regulována proměnným odporem (z čelního panelu ručně ovládaným potenciometrem) R4 (zapojeným jako napěťový dělič). 

#### Akustický měnič
Zesílený užitečný signál byl odebírán z anody A2 elektronky P2 a v připojených radiotelgrafických sluchátkách byl pak tento elektrický nízkofrekvenční signál převeden na zvuk (proměnný akustický tlak). Použití radiotechnických sluchátek s vysokou vstupní impedancí (typicky 2 000 respektive 4 000 Ohmů) s sebou přinášelo (například oproti použití nízkoohmového reproduktoru) několik výhod. První z nich byla vysoká citlivost sluchátek (malý elektrický signál způsobil poměrně velký akustický efekt) a jejich nízký elektrický příkon (daný vysokým vstupním odporem – impedancí sluchátek). Druhou výhodou bylo, že jejich vysoká impedance umožnila přímé galvanické zapojení do anodového okruhu A2 pentody P2. (V případě použití reproduktoru by bylo nutné vložit do anodového okruhu A2 výstupní transformátor, který by transformoval nízkou impedanci reproduktoru směrem k vyšším požadovaným elektrickým hodnotám nutným pro zapojení do anodového okruhu A2.) Poslední výhodou „sluchátkového provozu“ ilegálního rádia byl jeho relativně „tichý provoz“. (Sluchátko přiložené na lidské ucho vyzařuje jen velmi málo zvuku mimo sebe sama do okolního prostoru, tedy mimo hlavu posluchače. Poslech rádia přes sluchátka pro více osob se v tiché místnosti řešil například tím, že se sluchátka položila na talíř nebo kovovou misku, která jejich akustické vibrace „zesílila“.)    

#### Napájení
Ilegální rádio, respektive oba jeho aktivní prvky (pentody), potřebovalo ke svému provozu dva stejnosměrné zdroje: anodovou baterii se jmenovitým napětím 60 voltů (z ní se odebíral poměrně malý proud v řádu nízkých desítek mA) a pro žhavení elektronek ještě katodovou baterii s napětím 2,4 voltů (relativně velký proud typicky pro obě pentody asi 2 x 60 mA).

Některé díly bateriového muklovského rádia
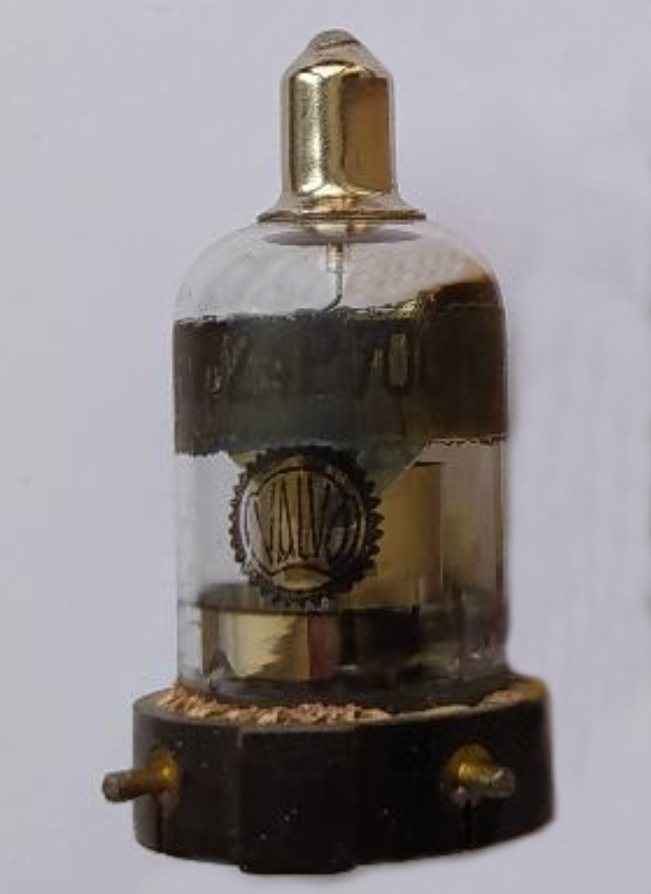
Vysokofrekvenční pentoda typ RV2.4P700 určená pro bateriové přístroje a radiové frekvence s délkou vlny až do 1,5 m
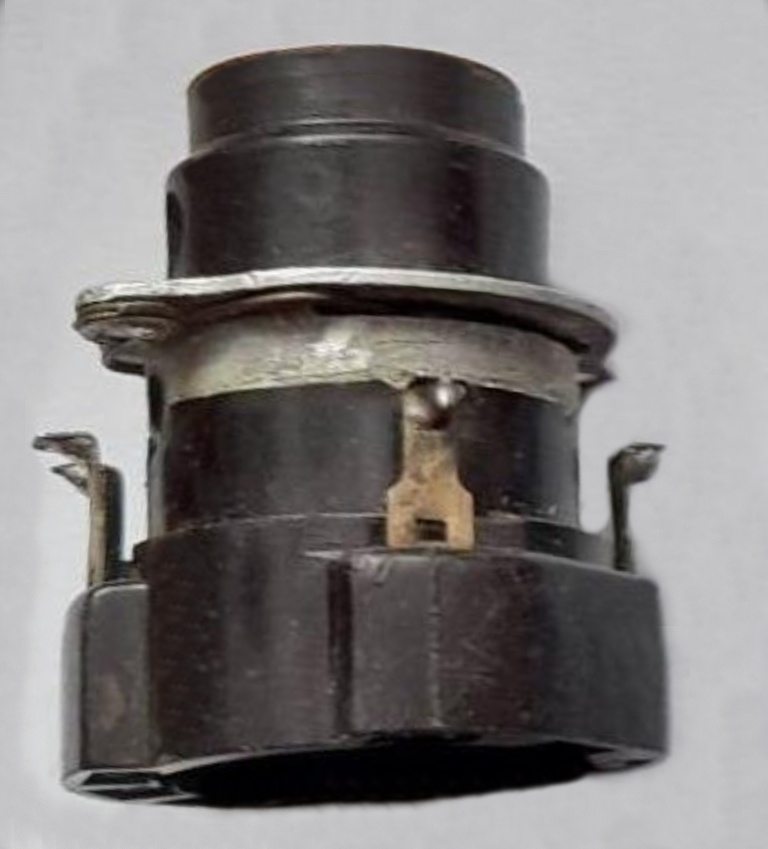
Montážní držák (6 pólů) pro vysokofrekvenční pentodu typ RV2.4P700
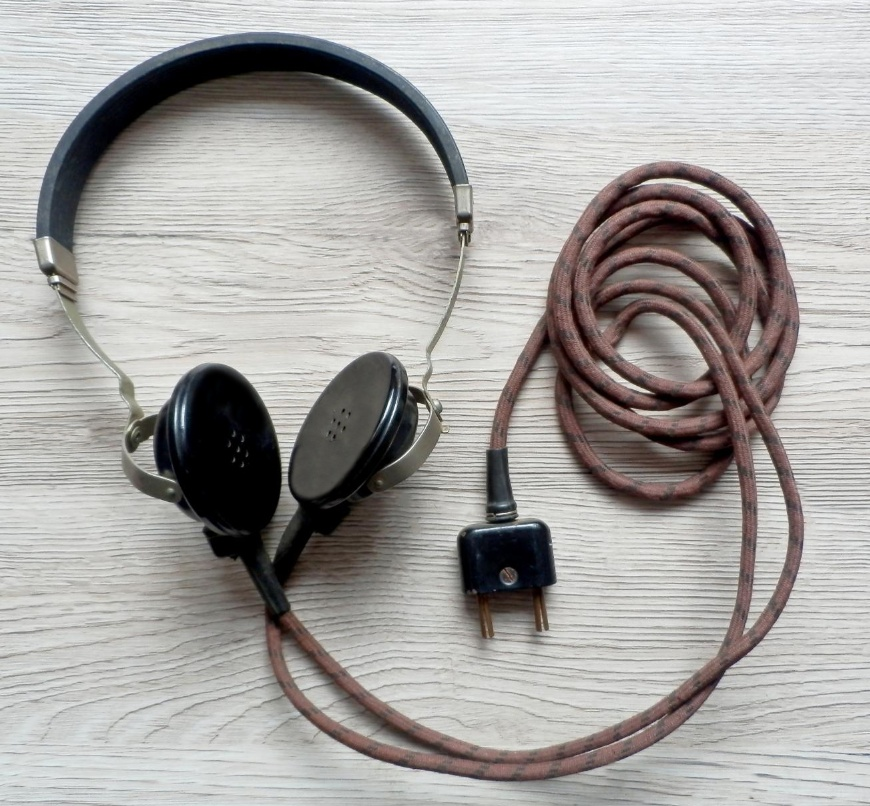
Vysoko impedanční (vysoko ohmová) radiotelegrafická náhlavní sluchátka